# Hazzi-hegy
A Hazzi-hegy (akkád baʾlişapûna, ugariti şpn, görög Κασιος) a Földközi-tenger partján, Antiokheiához közel fekvő magaslat ókori, hettita neve. A név a klasszikus ókorban is fennmaradt a görög Kasziosz, latin Casius formában. Ma Törökország része, neve Keldağ vagy Akraa-hegy. A Viharisten (Tarhuntasz vagy Teszub) egyik állandó jelzője: DIM ḪUR.SAGḫa(-az)-zi, azaz a Hazzi Ura, a Panamuva-sztélén Hadad hegye.
Fontos szerepet játszik több mitológiai történetben, mindenekelőtt a Kumarbi-ciklusban. Kumarbi egyébként is szoros kapcsolatban áll a hegyekkel (lásd Vaszitta terhessége), de a hegyek tisztelete általános volt a hettitáknál (lásd Peruvasz). Az Ének Ullikummiról című mítoszban Taszmiszusz és Szauszga e hegyről kémlelik ki Ullikummit. A Hazzi-hegy fontossága valószínűleg abból ered, hogy a tengerparti magaslatról ténylegesen jó kilátás nyílt a partra és a tengerre, kitűnő megfigyelőhely lehetett, ezen kívül az Orontész Anatólia természetes déli határaként szolgált, így a „messze föld” jelzésére is kiválóan alkalmas. Nem véletlen, hogy a későbbi korokban a hegyen szinte mindig vár állt.